# Judiciary Square (Metro de Washington)
Judiciary Square es una estación subterránea en la línea Roja del Metro de Washington, administrada por la Autoridad de Tránsito del Área Metropolitana de Washington. La estación se encuentra localizada en 450 F Street NW en Washington D. C.. La estación Judiciary Square fue inaugurada el 27 de marzo de 1976. 

## Descripción
La estación Judiciary Square cuenta con 2 plataformas laterales. La estación también cuenta 18 espacios para bicicletas.

## Conexiones
La estación cuenta con las siguientes conexiones de autobuses: 
- Rutas del MetroBus